# 47 Geminorum
47 Geminorum är en misstänkt pulserande variabel av Delta Scuti-typ (DSCT:) i stjärnbilden Tvillingarna.
47 Geminorum har visuell magnitud +5,77 och varierar utan någon fastställd amplitud eller periodicitet. Den befinner sig på ett avstånd av ungefär 390 ljusår.